# چن چیان جین
چن چیان جین (چینی: 陳建仁; پین‌یین: Chén Jiànrén; Pe̍h-ōe-jī: Tân Kiàn-jîn؛ زادهٔ ۶ ژوئن ۱۹۵۱) سیاست‌مدار اهل تایوان و همچنین از ۲۰ می ۲۰۱۶ به عنوان معاون رئیس جمهور تایوان تسای اینگ-ون مشغول به کار است.